# Keramiekcentrum Tiendschuur
Keramiekcentrum Tiendschuur is een keramiekmuseum met een keramiekatelier. Het centrum is gevestigd in de tiendschuur van Kasteel Holtmühle te Tegelen, deelgemeente van de Limburgse stad Venlo.
Het Keramiekcentrum is sinds 1987 gevestigd in de tiendschuur, het Kunst Keramisch Centrum en het Pottenbakkersmuseum Tegelen kwamen toen onder een dak. Na het samengaan bestaat het centrum uit een keramiekmuseum en een keramiekatelier. Het laatste heeft vooral een educatieve functie.

## Ontstaan
Het centrum komt voort uit de lange traditie van keramiekproductie, verbonden aan de beschikbaarheid van goede aardewerkklei in Tegelen. Deze productie begon al rond 100 tot 300 n. Chr. toen de Romeinen met Tegelse klei dakpannen (in het Latijn: tegulae) bakten.
George Goossens, vanaf 1924 directeur van het grof-keramisch bedrijf Russel-Tiglia, had veel waardering voor de producten van de ambachtelijke pottenbakkerijen uit de 18e en 19e eeuw in Tegelen en wilde voorkomen dat deze verloren zouden gaan. Hij organiseerde in 1935 een tentoonstelling met oude Tegelse keramische voorwerpen. Deze collectie werd ondergebracht in de Tegelse Oudheidkamer en vormde de basis van het latere Pottenbakkersmuseum Tegelen en zo ook van het huidige keramiekmuseum.
George Goossens opende in datzelfde jaar in zijn bedrijf een fijn-keramiekafdeling waar opnieuw Tegels sieraardewerk gemaakt zou worden, opdat het ambacht niet verloren zou gaan. In de daarop volgende jaren maakten veel kunstenaars ontwerpen voor de producten die in dit atelier geproduceerd werden. Beroemde kunstenaars kwamen hier werken met klei en maakten dankbaar gebruik van de expertise van dit Tegelse atelier. Onder hen waren Joep Nicolas, Charles Eyck, Anton Rooskens en Karel Appel. Ook prinses Beatrix kwam hier keramieklessen nemen. Na de sluiting van het atelier in 1971 zette Thei van Rens samen met enkele andere medewerkers de activiteiten voort in het Kunst Keramisch Centrum.

## Collectie

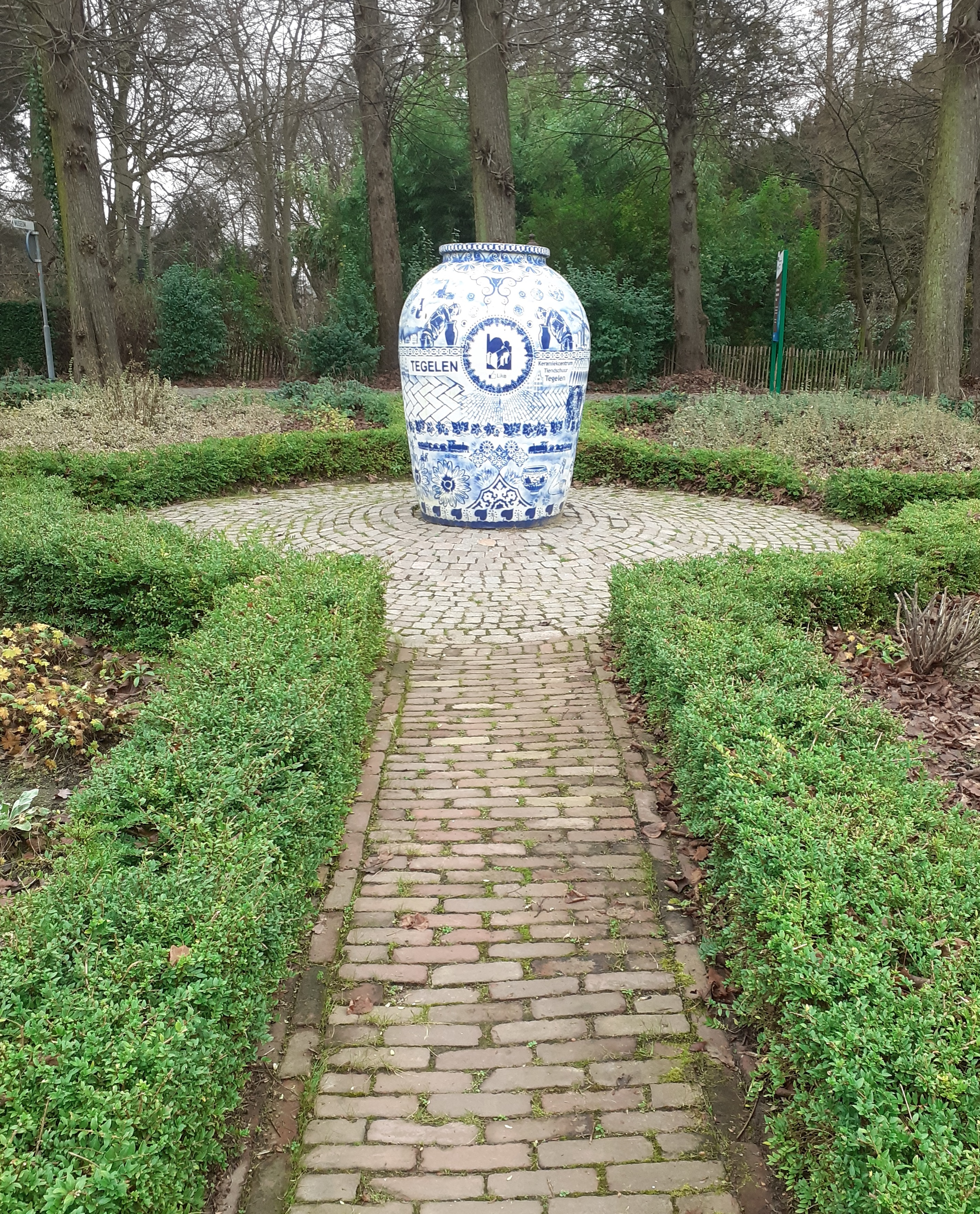
Keramische pot bij de ingang van het museum.

De collectie van het museum omvat werken van de Tegelse aardewerktraditie tot en met keramische kunst van hedendaagse internationale keramisten:
- De oudste stukken dateren uit de prehistorie en de Romeinse tijd.
- Tegelse keramiek van vóór 1937. Het museum heeft een gevarieerde collectie van Tegels Zwartgoed (circa 1830) gemaakt door de Tegelse pottenbakkers.
- Tegelse keramiek van 1936 tot 1971. Een uitgebreide verzameling fijn-keramisch werk uit het atelier van Russel-Tiglia.
- Tegelse keramiek ná 1971. Deze deelcollectie bestaat uit keramiek vervaardigd na 1971 door Tegelse keramisten zoals Jacques Bongaerts, Wim Caus, Niek Hoogland en Harry Trienes.
- Hedendaagse keramiek uit regio Tegelen. Hieronder werk van Joop Crompvoets, Hein Severijns en Stan Linssen. De keramische objecten in deze collectie zijn gebruiksgoed/serviesgoed en kunstobjecten.
- Hedendaagse keramiek van buiten de regio Tegelen. Stukken van belangrijke keramisten in de internationale keramiekwereld.

In de collectie komt ook de ontwikkeling van de keramische industrie in Tegelen naar voren. Diverse technieken die door de eeuwen heen gebruikt zijn worden getoond.

## Exposities
Regelmatig wisselende exposities belichten facetten van de hedendaagse keramische kunst. Ze handelen over speciale technieken, inspiratiebronnen, materiaalgebruik en dergelijke. Toonaangevende keramisten worden hiervoor uitgenodigd.